# Cynoglottis chetikiana
Cynoglottis chetikiana är en strävbladig växtart. Cynoglottis chetikiana ingår i släktet turkoxtungor, och familjen strävbladiga växter.

## Underarter
Arten delas in i följande underarter:
- C. c. chetikiana
- C. c. paphlagonica